# (25237) Hurwitz
(25237) Hurwitz ist ein Hauptgürtel-Asteroid, der am 20. Oktober 1998 vom italo-amerikanischen Astronomen Paul G. Comba am Prescott-Observatorium (IAU-Code 684) in Arizona entdeckt wurde.
Der Asteroid wurde nach dem deutschen Mathematiker Adolf Hurwitz (1859–1919) benannt, dessen Name mehrere mathematische Sätze der Zahlentheorie und Funktionentheorie tragen.